# Patrick Galithly
Patrick Galithly (fl. XIII secolo) è stato un politico scozzese, pretendente al trono di Scozia durante la Grande causa in virtù delle sue ascendenze regie.

## Vita

### Origini
Patrick era figlio primogenito di Henry Galithly, a sua volta figlio illegittimo di re Guglielmo I di Scozia, ed aveva un fratello minore di nome Henry.
Poco si sa della sua vita, in quanto i riferimenti a lui sono molto scarsi. Si sa solo che durante la sua vita fu attivo in politica a Perth, dove verosimilmente risiedeva.

### Pretendente al trono di Scozia
Quando il casato dei Dunkeld si estinse nel 1290 con la morte della regina Margherita di Scozia, numerosi pretendenti si fecero avanti per reclamare il trono di Scozia. Patrick Galithly fu tra questi, e fu il settimo a perorare la sua causa davanti al re Edoardo I d'Inghilterra chiamato ad arbitrare la contesa. La pretesa di Galithly derivava da suo nonno, re Guglielmo I, ma essendone un discendente illegittimo ebbe fin dall'inizio ben poche possibilità di successo.
L'ultima sua menzione è nel 1296, quando assieme al fratello Henry si sottomise ad Edoardo I giurandogli fedeltà.

## Ascendenza
|                       |   |                     | Genitori                                 |  |  | Nonni |  |  | Bisnonni         |  |  | Trisnonni          |  |
|                       |   |                     |                                          |  |  |       |  |  | Enrico di Scozia |  |  | Davide I di Scozia |  |
|                       |   |                     |                                          |  |  |       |  |  | Enrico di Scozia |  |  | Davide I di Scozia |  |
|                       |   | Maud di Northumbria |                                          |  |  |       |  |  | Enrico di Scozia |  |  |                    |  |
| Guglielmo I di Scozia |   |                     |                                          |  |  |       |  |  | Enrico di Scozia |  |  |                    |  |
|                       |   | Ada de Warenne      | Guglielmo di Warenne, II conte di Surrey |  |  |       |  |  |                  |  |  |                    |  |
|                       |   | Ada de Warenne      | Guglielmo di Warenne, II conte di Surrey |  |  |       |  |  |                  |  |  |                    |  |
|                       |   | Ada de Warenne      | Elisabetta di Vermandois                 |  |  |       |  |  |                  |  |  |                    |  |
| Henry Galithly        |   | Ada de Warenne      |                                          |  |  |       |  |  |                  |  |  |                    |  |
|                       |   | …                   | …                                        |  |  |       |  |  |                  |  |  |                    |  |
|                       |   | …                   | …                                        |  |  |       |  |  |                  |  |  |                    |  |
|                       |   | …                   | …                                        |  |  |       |  |  |                  |  |  |                    |  |
| amante                |   | …                   |                                          |  |  |       |  |  |                  |  |  |                    |  |
|                       |   | …                   | …                                        |  |  |       |  |  |                  |  |  |                    |  |
|                       |   | …                   | …                                        |  |  |       |  |  |                  |  |  |                    |  |
|                       |   | …                   | …                                        |  |  |       |  |  |                  |  |  |                    |  |
| Patrick Galithly      |   | …                   |                                          |  |  |       |  |  |                  |  |  |                    |  |
|                       | … | …                   |                                          |  |  |       |  |  |                  |  |  |                    |  |
|                       | … | …                   |                                          |  |  |       |  |  |                  |  |  |                    |  |
|                       | … | …                   |                                          |  |  |       |  |  |                  |  |  |                    |  |
| …                     | … |                     |                                          |  |  |       |  |  |                  |  |  |                    |  |
|                       |   | …                   | …                                        |  |  |       |  |  |                  |  |  |                    |  |
|                       |   | …                   | …                                        |  |  |       |  |  |                  |  |  |                    |  |
|                       |   | …                   | …                                        |  |  |       |  |  |                  |  |  |                    |  |
| …                     |   | …                   |                                          |  |  |       |  |  |                  |  |  |                    |  |
|                       |   | …                   | …                                        |  |  |       |  |  |                  |  |  |                    |  |
|                       |   | …                   | …                                        |  |  |       |  |  |                  |  |  |                    |  |
|                       |   | …                   | …                                        |  |  |       |  |  |                  |  |  |                    |  |
| …                     |   | …                   |                                          |  |  |       |  |  |                  |  |  |                    |  |
|                       |   | …                   | …                                        |  |  |       |  |  |                  |  |  |                    |  |
|                       |   | …                   | …                                        |  |  |       |  |  |                  |  |  |                    |  |
|                       |   | …                   | …                                        |  |  |       |  |  |                  |  |  |                    |  |
|                       |   | …                   |                                          |  |  |       |  |  |                  |  |  |                    |  |